# Marcel van Houtte
Marcel van Houtte (Tielt, 11 de mayo de 1909 – Tielt, 30 de junio de 2001) ha estado un ciclista en ruta y pistard belga, corrió del 1936 al 1948.

## Carrera
Obtuvo algunos buenos resultados en las corridas en línea donde alcanzó el cuarto sitio en la Gand#-Wevelgem 1936, el quinto en la Flecha Vallone 1937, y en el 1938 el cuarto y el tercero puesto respectivamente en la París-Bruselas y en la París-Roubaix.
En el 1939 cogió parte con la selección nacional belga al Giro de Italia vencido de Giovanni Valetti que llevó a término aunque en las posiciones de rincalzo.

## Palmarés
1936
- Tour de Flandes Independiente
- Victoria de etapa de la Vuelta a Bélgica
- Criterium de Harelbeke
- Kermesse de Melsele

1937
- París-Arrás
- Gran Premio de "Progrès de la Somme"

1938
- Gran Premio de "Progrès de la Somme"

1939
- Bruselas-Luxemburgo-Montdorf

1945
- Criterium de Harelbeke